# Erico Pegoraro
Érico André Pegoraro (Canguçu, 28 de abril de 1947) é um despachante comercial, professor e político brasileiro. Exerceu o mandato de deputado federal constituinte em 1988. Tem um filho do casamento com Marilene Veleda Pegoraro.

## Vida Política
Filho de Maria Aurora Formentin Pegoraro e Alexandre Pegoraro, formou-se no segundo grau em 1964, no Colégio Municipal Pelotense, e se formou técnico em contabilidade no Colégio Gonzaga, ambos na cidade de Pelotas, no Rio Grande do Sul. Atuava como despachante comercial e professor até ingressar na carreira política em 1972, quando foi eleito vereador de Pelotas pela Aliança Renovadora Nacional (Arena), partido governista do regime militar instaurado em 1964. Após dois anos na Câmara Municipal, foi nomeado assessor especial para assuntos sindicais da Secretaria do Trabalho e Ação Social do governo de Sinval Guazzelli (1975-1979), permanecendo no cargo até o fim do mandato do governador.
Em 1978 se candidatou para deputado estadual também pela Arena, e conseguiu uma suplência.  No ano seguinte, com o fim da política do bipartidarismo no país, se filiou ao partido que sucedeu à Arena, o Partido Democrático Social (PDS). Em 1980 assumiu uma cadeira na Assembleia Legislativa do Rio Grande do Sul e também foi presidente da Comissão de Finanças. No mesmo ano começou a graduação em administração de empresas na Pontifícia Universidade Católica (PIUC) em Porto Alegre, mas não concluiu o curso.
Já pelo PDS, se reelegeu deputado estadual em 1982 e presidiu as comissões especiais de Salário, Pesca e Emprego quando assumiu o cargo em 1983. Dois anos depois, em 1985, mudou de partido e se transferiu para o Partido da Frente Liberal (PFL), que foi fundado por líderes do PDS que apoiavam Tancredo Neves como candidato à presidência. Ele se tornou o líder do PFL na Assembleia Legislativa e foi terceiro secretário da mesa e membro de comissões parlamentares de inquérito (CPIs).

## Atuação na Assembleia Nacional Constituinte (ANC)
Em 1986 foi eleito deputado federal constituinte e, na Assembleia Nacional Constituinte (ANC), foi titular da Comissão da Organização dos Poderes e Sistema de Governo, titular da Comissão da Organização dos Poderes e Sistema de Governo, suplente da Comissão da Ordem Econômica e também suplente da Subcomissão da Política Agrícola e Fundiária e da Reforma Agrária.
Votou a favor:
- do mandado de segurança coletivo;
- da remuneração 50% superior para o trabalho extra;
- da jornada semanal de 40 horas;
- do turno ininterrupto de seis horas;
- do aviso prévio proporcional;
- da unicidade sindical;
- da adoção do voto facultativo aos 16 anos de idade;
- da proibição do comércio de sangue;
- da nacionalização do subsolo;
- da estatização do sistema financeiro;
- do limite de 12% ao ano para os juros reais;
- do mandato de cinco anos para o então presidente José Sarney;
- da anistia aos micro e pequenos empresários;
- da criação de um fundo de apoio para a reforma agrária;

Votou contra:
- o presidencialismo;
- o rompimento de relações diplomáticas com países de orientação racista;
- a limitação para os encargos da dívida externa;
- a desapropriação da propriedade produtiva;
- a pluralidade sindical;
- a estabilidade no emprego;
- a pena de morte;
- a legalização do aborto;